# ريتشي برات
ريتشي برات (بالإنجليزية: Richie Pratt)‏ هو عازف جاز وملحن أمريكي، ولد في 11 مارس 1943 في أولاث في الولايات المتحدة، وتوفي في 12 فبراير 2015 في ليفنوورث في الولايات المتحدة.

## وصلات خارجية
- الموقع الرسمي
- ريتشي برات على موقع IMDb (الإنجليزية)
- ريتشي برات على موقع ميوزك برينز (الإنجليزية)
- ريتشي برات على موقع قاعدة بيانات برودواي على الإنترنت (الإنجليزية)
- ريتشي برات على موقع أول ميوزيك (الإنجليزية)
- ريتشي برات على موقع ديسكوغز (الإنجليزية)